# 国際連合安全保障理事会決議94
国際連合安全保障理事会決議94（こくさいれんごうあんぜんほしょうりじかいけつぎ94、英: United Nations Security Council Resolution 94, UNSCR94）は、1951年5月29日に国際連合安全保障理事会で採択された決議。国際司法裁判所の判事の人事に関する決定を下した。

## 概要
1951年5月7日に国際司法裁判所のホセ・フィラデルフォ・デ・バロス・エ・アゼベド（Philadelpho Azevedo）判事が死亡したことについて遺憾の意を示すとともに、これによる空席を埋めるための選挙が第6回国連総会中に行われるべきであるとのを決定を下した。安保理は加えて、この選挙は、この翌年の1952年2月5日に5人の委員の任期満了による同数の空席を埋めるべく、同会期で行われる通常選挙に先立って行われるべきとも決定した。この決議は全会一致で採択された。

## 詳細
以下はその和訳。
安全保障理事会は、
1951年5月7日にホセ・フィラデルフォ・デ・バロス・エ・アゼベド判事が死亡したことに遺憾の意を表し、
さらに、したがって故人の残りの任期について裁判所に空席が生じたので、国際司法裁判所の定款の条項に従って補充しなければならないことを指摘し、
規約第14条に基づき、この空席を埋めるための選挙の日程は安全保障理事会により定められることを指摘し、
1. 空席を埋めるための選挙は、第6回総会中に行われることを決定する。
2. さらに、この選挙は、1952年2月5日の5人の委員の任期満了によって生じる5人の空席を埋めるために同会期において行われる通常選挙に先立って行われるものと決定する。